# 卢布勒萨克
卢布勒萨克（法語：Loubressac，法語發音：[lubʁəsak]）是法国洛特省的一个市镇，属于菲雅克区。该市镇总面积23.75平方公里，2009年时的人口为505人。

## 地名
该地名“Loubressac”发音特殊，其发音为[lubʁəsak]，不符合字母“e”在两相同辅音字母前发/ɛ/（如“verrière”，[vɛʁjɛʁ]）或/e/（如“message”，[mesaʒ]）的法语基本发音规则，根据实际发音其应译作“卢布勒萨克”。

## 地理
卢布勒萨克（44°52'16"N, 1°48'11"E）面积23.75 平方千米，位于法国奧克西塔尼大區洛特省，该省份为法国西南部内陆省份，北起顺时针与科雷兹省、康塔爾省、阿韦龙省、塔恩-加龙省、洛特-加龍省和多尔多涅省接壤。
与卢布勒萨克接壤的市镇（或旧市镇、城区）包括：欧图瓦尔、然特拉克、迈里纳克朗图、帕迪拉克、普吕多马、泰格拉、圣让拉日内斯特。
卢布勒萨克的时区为UTC+01:00、UTC+02:00（夏令时）。

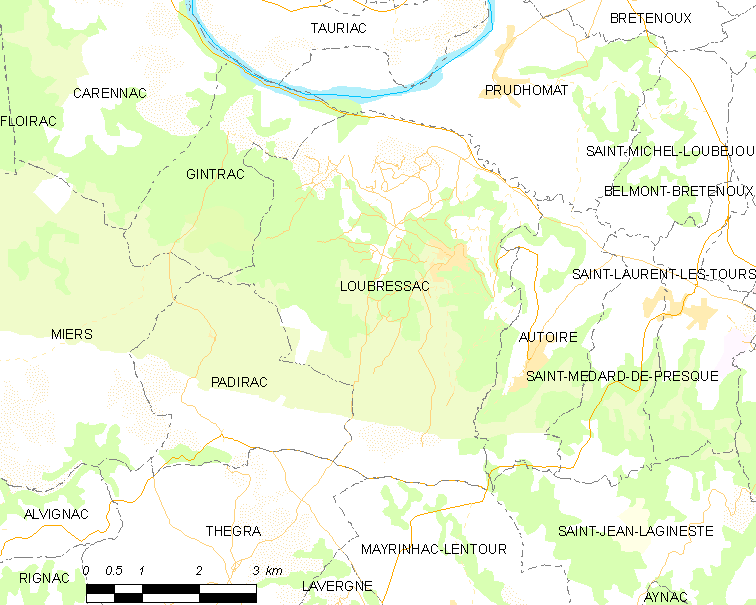
卢布勒萨克的OSM定位图

## 行政
卢布勒萨克的邮政编码为46130，INSEE市镇编码为46177。

## 政治
卢布勒萨克所属的省级选区为圣塞雷县。

## 人口

1962-2008年间卢布勒萨克人口变化图示

卢布勒萨克于2022年1月1日时的人口数量为514人。